# Chansonnette
 (mars 2020).
Si vous disposez d'ouvrages ou d'articles de référence ou si vous connaissez des sites web de qualité traitant du thème abordé ici, merci de compléter l'article en donnant les références utiles à sa vérifiabilité et en les liant à la section « Notes et références ».
La chansonnette est une petite chanson sur un sujet léger, gracieux ou satirique. 

## Histoire

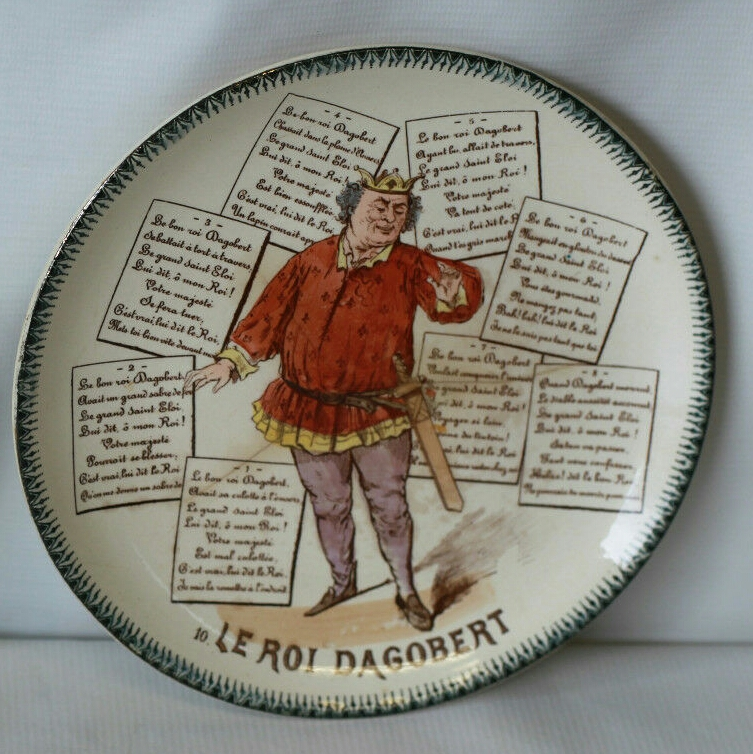
Le Bon Roi Dagobert, assiette en faïence de Choisy-le-Roi (fin XIXe siècle).

En 1773, François Couperin a composé le 1er ordre (du Livre I de ses pièces), celui-ci comprend : la Nanette en forme de chansonnette.
Sous le règne du roi Louis XVI, la chansonnette Le Bon Roi Dagobert se met à trotter dans la tête des gens : « Le bon roi Dagobert a mis sa culotte à l'envers... ». On a prétendu[Qui ?] à tort qu'elle avait été créée à la cour de Kirchheim, alors que celle-ci date plutôt de la Révolution française. Cette chansonnette a rendu encore plus célèbre Dagobert Ier que toutes ses actions politiques ou militaires. Autre conséquence de cette chansonnette : elle a rejeté dans l'ombre Dagobert II, qu'on confond avec son grand-père. Cette chansonnette a été écrite sur un air de danse dit Fanfare du Cerf. Les paroles ont évolué au fil du temps, n'ayant pas pour but de relater une vérité historique mais tient plutôt à se moquer de tel ou tel personnage comme le roi Louis XVI et la reine Marie-Antoinette à travers ce roi plus ancien et moins bien connu.
Les Voyages du bonnet rouge est une autre chansonnette de la Révolution française, datée généralement de 1792, une chansonnette aux allures farfelues  qui pourrait être la première version de L'Internationale dans l'esprit universaliste des sans-culottes,. 
Félix Dupanloup, évêque d'Orléans au milieu du XIXe siècle, a été le héros et la cible d'une chansonnette anticléricale et paillarde célèbre.
En 1803, le compositeur français André Grétry (1741-1813) 1803 compose 6 nouvelles romances, textes d'André-Joseph Grétry, pour 1 voix, piano ou harpe dont la chansonnette S’en allant au moulin). À la même période on publie[Qui ?] à Bruxelles une grosse quantité de recueils pour chants avec accompagnement de guitare ou de piano dont certains portent comme qualification chansonnette.
En 1830, Jenny Constantini a composé la musique Trois romances et une chansonnette dédiée à Jean-Joseph Jacoto. En 1838 la pianiste Gail (Edmée) Sophie (1775-1819) compose Le Diable, chansonnette sur un poème d'Arnault accompagnée au piano, éditions « Collection populaire de Chant », Paris Boboeuf et Cie 1838